# قاي هاتشينسون
قاي هاتشينسون (بالإنجليزية: Guy Hutchinson) هو لاعب كرة قدم أمريكية أمريكي، ولد في 7 فبراير 1884 في نيويورك في الولايات المتحدة، وتوفي في 9 ديسمبر 1941 في ملبورن في أستراليا.